# RTG kontrastowe przełyku

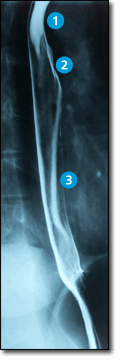
Prawidłowy obraz przełyku w badaniu z kontrastem barytowym
1. Łuk aorty
2. Lewe oskrzele główne
3. Lewy przedsionek

RTG kontrastowe przełyku – radiologiczne badanie obrazowe pozwalające na ocenę czynnościową górnego odcinka przewodu pokarmowego przede wszystkim przełyku i w mniejszym stopniu żołądka.

## Zasady

### Badanie jednokontrastowe
Polega na doustnym podaniu środka kontrastującego. Podanie niewielkiej ilości pozwala uwidocznić rysunek błony śluzowej, większa ilość powala na ocenę światła i zarysów ściany przełyku.

### Badanie dwukonstrastowe
Polega na podaniu najpierw środków zwiotczających,  następnie doustnie preparatów gazotwórczych i przeciwpienistych lub wprowadzeniu powietrza do żołądka, a następnie niewielkiej ilości środka kontrastującego. Pozwala na dokładną ocenę błony śluzowej przełyku.

## Technika badania
Pacjenci przed badaniem nie wymagają przygotowania. W celu uwidocznienia przełyku podawane jest doustnie zawiesinę siarczanu baru, przy podejrzeniu perforacji przełyku mają zastosowanie rozpuszczalne w wodzie związki jodu. W czasie badania wykonywana jest seria zdjęć w pozycji na stojąco, na leżąco na plecach i na brzuchu oraz w pozycji niskiego skłonu.

## Anatomia radiologiczna
Początkowy odcinek przełyku położony jest w linii środkowej ciała w obrębie szyi na wysokości trzonów kręgów C6–C7 i nie rzutuje się na tchawicę. W zakresie klatki piersiowej odległość przełyku od kręgu Th1  stopniowo wzrasta, od strony lewej wpukla się łuk aorty, następnie od przodu lewe oskrzele główne i lewy przedsionek serca.
Przełyk na gładkie zarysy, szerokość światła jest zależna od jego wypełnienia i napięcia błony mięśniowej. Widoczne na zdjęciu po przejściu kontrastu barytowego 2–3 równoległe zacienienia odpowiadają bruzdom w których pozostał kontrast, a pasmowate przejaśnienia o grubości 2–3 mm odpowiadają podłużnym fałdom błony śluzowej.
W trakcie procesu przechodzenia pokarmu do żołądka, połknięty kęs pokarmu wywołuje otworzenie zwieracza górnego przełyku. Powstaje tak zwany skurcz pierwszorzędowy (pierwotny), rozpoczynający się przy gardle, który ma prędkość 2–4 cm/s i przechodzi przez przełyk po 5–10 sekundach. Siła fali perystaltycznej narasta wraz z odległością od gardła, tak że po dojściu do żołądka powoduje otworzenie zwieracza dolnego przełyku. Mechanizm ten działa jedynie w trakcie płytkiego oddychania i w czasie wydechu, jeżeli natomiast w momencie dochodzenia pokarmu do przepony nastąpi głęboki wdech, to zatrzyma się on tuż powyżej rozworu przełykowego przepony, a przełyk w tym miejscu ulegnie charakterystycznemu rozszerzeniu tworząc owalną lub okrągłą  tzw. bańkę przeponową przełyku mającą gładki zarys ścian.

## Ocena
RTG kontrastowe przełyku radiologiczne badanie obrazowe pozwalające na ocenę czynnościową górnego odcinka przewodu pokarmowego przede wszystkim przełyku i w mniejszym stopniu żołądka. Jest badanie dodatkowe zarówno w chorobach przełyku jak i chorobach przebiegających z uciskiem przełyku z zewnątrz:
Choroby przełyku
- zaburzenia czynnościowe przełyku
- ciało obce w przełyku
- perforacja przełyku
- achalazja przełyku
- oparzenia przełyku
- przepuklina rozworu przełykowego
- uchyłki przełyku
- żylaki przełyku
- rak przełyku
- twardzina przełyku

Choroby przebiegające z uciskiem przełyku z zewnątrz
- nieprawidłowe naczynia
  - prawostronny łuk aorty
  - szyjny łuk aorty
  - podwójny łuk aorty
  - koarktacja aorty
  - wydłużenie aorty
  - tętniak aorty
  - przetrwały przewód tętniczy
  - nieprawidłowe odejście tętnic podobojczykowych
  - nieprawidłowe odejście tętnicy płucnej lewej
- zmiany w zakresie serca
  - powiększony lewy przedsionek serca
  - powiększona lewa komora serca
- zmiany w zakresie osierdzia
  - wysięk
  - nowotwory
  - torbiele
- zmiany w zakresie płuc
  - rak płuca
  - nowotwory łagodne płuc
  - torbiel oskrzelowopochodna
- zmiany w zakresie śródpiersia
  - nowotwory złośliwe
  - nowotwory łagodne
- powiększone węzły chłonne
- przepuklina okołoprzełykowa
- marskość szczytów płuc (ucisk rzekomy)